# Валерий Сарагосский
Вале́рий Сараго́сский (Валерий Цезаравгустанский или Августопольский (исп. San Valero, лат. Valerius Caesaraugustanus; умер в 315) — епископ, святой Католической церкви, покровитель Сарагосы (древнерим. Цезаравгуста). Был епископом Сарагосы с 290 года до своей смерти. В 313 году участвовал в Эльвирском Соборе. Его учеником и другом был святой Викентий, который служил диаконом. Они во время гонений при цезаре Диоклетиане были арестованы в Валенсии за исповедание своей христианской веры и подвергнуты пыткам. Валерий Сарагосский был сослан в город Аннет (ныне — Ане), где вскоре скончался.
В 1170 году его мощи были перенесены в Сарагосу.
Память в Католической Церкви — 28 января.